# 요아킴 스발베리
요아킴 스발베리(스웨덴어: Joakim Svalberg, 1969년 2월 22일 ~ )는 스웨덴의 음악가이다. 그는 2011년 프로그레시브 메탈 밴드 오페스가 음반 Heritage를 녹음한 직후의 시점에 밴드에 가입하였다. 그는 또한 밴드 '엘가모 (elGamo)'에서도 활동하며 첫 번째 음반 작업 중이다.

## 영향을 받은 음악가들
오페스의 웹사이트의 정보에 의하면 스발베리가 영향을 받은 주요 음악가들로 젠틀 자이언트, 에드거 윈터, 버디 마일스, 예스, 킹스 엑스, 핑크 플로이드, 제네시스(피터 가브리엘 재직 시절), 비틀즈, 비밥 디럭스, 마하비슈누 오케스트라, 딥 퍼플, 페이시스, 내셔널 헬스, UK, 데이비드 보위, 블랙 사바스, 레인보우, 로버트 프립, 울, 맨프래드 만스 어스 밴드, 르 미스테르 데스 보이 불가레스가 있다.

## 디스코그래피

### QOPH
- Kalejdoskopiska Aktiviteter (1998)
- Pyrola (2004)

### 잉베이 J. 말름스틴
- G3: Rockin' in the Free World (2004)
- Unleash the Fury (2005)

### 오페스
- Heritage (2011) – (트랙 1)
- Pale Communion (2014)
- Sorceress (2016)

### 엘가모
- TBA (2012)

### 베르그렌/커슬레이크 밴드
- The Sun Has Gone Hazy (2014)